# Takato Matsuki
Takato Matsuki (松田 啓人?, Matsuda Takato) è il protagonista della terza stagione dell'anime dedicato all'universo di Digimon, Digimon Tamers.
Takato è un bambino vivace, felice e spensierato che ama i Digimon, giocare al gioco di carte di Digimon e disegnare i Digimon da lui ideati. Uno di questi Digimon, Guilmon, diviene il suo Digimon partner. Lui e Guilmon diventano presto molto amici di Henry Wong e del suo partner Terriermon. Inizialmente affrontato duramente da Rika Nonaka e dal suo Digimon Renamon, desiderose di assorbire i dati di Guilmon, successivamente le due diventano dei componenti di valore della squadra dei Domatori. È molto amico di Kazu Shioda e Kenta Kitagawa, suoi compagni di classe e rivali nelle partite con le Digicarte. Durante la serie Takato rivela di essere innamorato di Jeri Katou.
L'immaginazione di Takato spesso ha la meglio su di lui ed a volte capita che i suoi sentimenti o la sua immaginazione annebbino il suo giudizio. Viene raffigurato come un ragazzo un po' pasticcione, spensierato ed infantile, ma che è capace di proiettare un'immagine più adulta di sé quando le circostanze diventano serie.
Takato è doppiato in giapponese da Makoto Tsumura e in italiano da Gaia Bolognesi.

## Digimon Tamers
Takato è figlio unico; i suoi genitori sono dei panettieri che portano avanti un panificio di produzione propria. È un ragazzo dalla fervida immaginazione e gli piace molto essere creativo, infatti ama disegnare. Un giorno il ragazzo disegna Guilmon su un blocco note ed il suo Digivice D-Arc, da poco ottenuto strisciando una Carta Blu nel suo lettore di carte, effettua la scansione dei disegni e crea fisicamente il suo nuovo partner. Per assomigliare al suo eroe Tai, Takato indossa delle lenti da aviatore gialle per mostrare il suo stato di leader dei Domatori di Digimon. Inizialmente non è molto bravo nei combattimenti (per esempio nella battaglia tra Guilmon e Devidramon inizia ad usare carte che fanno solo peggiorare le cose e l'unica ragione della loro vittoria è la Digievoluzione di Guilmon in Growlmon, innescata dall'affetto che Takato prova per Guilmon), ma con il passare del tempo migliora le proprie abilità (ad esempio durante la battaglia con IceDevimon, un avversario che nemmeno Kyubimon era riuscita a distruggere, quando è migliorato abbastanza in battaglia da usare una perfetta tecnica combo con le Digicarte, così da permettere a Guilmon di sconfiggere IceDevimon senza nemmeno digievolvere Growlmon). Sembra avere un legame profondo con Guilmon e, quando Growlmon viene ferito a morte dal Deva tigre, Mihiramon, Takato sviene e fa una sorta di sogno in cui lui e Growlmon parlano tra di loro. Il ragazzo ammette di non essere degno di essere un Domatore, ma Growlmon ha ancora bisogno d'aiuto e quindi lo aiuterà. Ciò permette a Takato di ottenere una Carta Blu e permettere a Growlmon di matrixdigievolvere WarGrowlmon, il quale riesce a distruggere il nemico. WarGrowlmon gli dice che è stato all'altezza della situazione e lo ringrazia per aver combattuto con lui. Durante il combattimento con il Deva cinghiale, Vikaralamon, quando tutti gli altri si arrendono, Takato si fa avanti e, grazie al suo legame con WarGrowlmon, gli conferisce la sua stessa energia e forza. La forza combinata di Takato e WarGrowlmon libera quest'ultimo da un attacco di Vikaralamon e distrugge il Deva, che prima era troppo potente per essere battuto.
La morte di Leomon nell'episodio "Il destino di Leomon" fa perdere a Takato il suo equilibrio mentale ed il ragazzo, fin troppo desideroso di fare a pezzi l'assassino del Digimon, Beelzemon, costringe WarGrowlmon a digievolvere al livello mega. Tuttavia, le sue emozioni negative hanno la meglio su di lui e condizionano la Digievoluzione, facendo fare a WarGrowlmon la Digievoluzione del Male e trasformandolo in Megidramon. Takato è sconvolto e non capisce cosa sia successo e lascia cadere il suo D-Arc, che, sovraccarico di dati, si distrugge. Takato successivamente capisce cosa ha fatto al suo Digimon partner e quanto Guilmon significhi per lui, riuscendo a raggiungere Guilmon all'interno della mente di Megidramon e facendolo regredire nel suo partner. Takato vuole ancora combattere Beelzemon, ma stavolta i suoi propositi, e di conseguenza le sue emozioni, sono buoni. Ciò innesca la digievoluzione di Guilmon e Takato in una stessa forma fisica integrata (tramite un processo chiamato Biodigievoluzione), trasformandosi in Gallantmon e sconfiggendo Beelzemon. Alla fine del combattimento, Takato riceve un nuovo Digivice color oro come risultato di una migliore comprensione del suo partner e dei Digimon in generale.
Gallantmon è un Digimon molto potente e Takato e Guilmon lo provano fino in fondo durante la strenua lotta contro il D-Reaper. Gallantmon si dimostra un valore aggiunto per la squadra dei Domatori, sconfiggendo diversi Agenti del D-Reaper ed incitando la squadra in battaglia con sentimenti positivi, dimostrandosi pienamente il leader dei Domatori. A causa dei sentimenti di Takato per Jeri, Gallantmon è anche uno dei più determinati a salvare la ragazza, rapita dal D-Reaper ed usata come fonte di informazioni e di energia negativa, la quale alimenta sempre di più l'entità digitale. Per salvare Jeri, ormai ripresasi dallo stato di profonda depressione in cui era caduta, Gallantmon deve infine sconfiggere un Agente del D-Reaper dalle sembianze della ragazza stessa. Gallantmon, turbato, non riesce a combattere al meglio e viene sconfitto, ma Grani, il destriero del Digimon, danneggiata e prossima alla cancellazione, chiede a Gallantmon se vuole volare, fondendosi con il Digimon e donandogli le sue ali. Ciò conferisce a Gallantmon l'energia necessaria ad effettuare un Cambio di Assetto in Gallantmon Crimson Mode, che prima sconfigge l'Agente Jeri e poi raggiunge Jeri e Calumon. A quel punto Gallantmon Crimson Mode regredisce in Takato e Guilmon: ciò accade per la fine dell'effetto della Carta Rossa creata da Shibumi, la quale aveva permesso a Gallantmon, MegaGargomon, Sakuyamon e Justimon di mantenere le loro forme biodigievolute all'interno del D-Reaper. A quel punto Takato, aiutato da Guilmon, raggiunge Jeri e Calumon e li salva una volta per tutte, riunendosi alla ragazza. Il gruppo è intrappolato all'interno del D-Reaper, ma Kazu, Guardromon, Kenta, MarineAngemon e Lopmon li raggiungono, liberandoli dall'entità digitale grazie all'Amore Oceanico di MarineAngemon. Il gruppo ha vinto e sembra riunito, ma i Digimon, a causa di un effetto collaterale di Shaggai, devono tornare a Digiworld. Guilmon regredisce in Gigimon e prega Takato di non perdere mai il sorriso, che è la sua vera forza, volando poi a Digiworld. Piangendo, Takato promette a Gigimon di non perdere mai il sorriso.
Nell'epilogo della serie, in cui è il solo Takato a comparire, il ragazzo passa davanti al vecchio nascondiglio di Guilmon, augurando al suo Digimon di stare bene e dicendo che non si dimenticherà mai di lui e sarà sempre il suo Domatore. Tuttavia, un Digignomo vola via felice dal nascondiglio di Guilmon. Takato, sentendo una strana sensazione, corre al nascondiglio del suo amico e vi trova un piccolo Digivarco, un passaggio per Digiworld. Takato sorride felice.

### The Adventurers' Battle
Takato porta Guilmon con sé ad Okinawa, dove deve trascorrere le vacanze con suo cugino Kai e suo nonno. Inizialmente Takato non era d'accordo ad andarci, ma presto inizia a divertirsi durante la sua esperienza nelle isole. Quando i Digimon iniziano a farsi vedere ad Okinawa, Takato, Guilmon e Kai intraprendono diverse battaglie contro di loro. Dopo aver salvato Minami, la figlia del creatore del V-Pet, Takato si occupa di lei finché non viene rapita dai Digimon malvagi e portata ai laboratori VP. Takato, Growlmon, Kai e Seasarmon, il "partner" di Minami, la inseguono e liberano lei e suo padre prima di affrontare Mephistomon in battaglia. Henry, Rika ed i loro Digimon presto si uniscono alla battaglia contro il Digimon di livello evoluto. Takato è presente quando la battaglia continua in un'altra dimensione, dove WarGrowlmon, Rapidmon e Taomon creano il Trinity Burst (Esplosione della Trinità) e sconfiggono Gulfmon, digievoluzione di Mephistomon.

### Runaway Digimon Express
Takato chiama Rika e si fa sfuggire che gli altri le stanno organizzando una festa a sorpresa per il suo compleanno. Per cercare di rimediare, il ragazzo suggerisce semplicemente di andare a guardare insieme la fioritura dei ciliegi, ma l'apparizione del folle Locomon fa saltare i piani del ragazzo. Takato e Guillmon vengono separati dopo l'attacco iniziale di Locomon, con Takato che finisce a bordo di una delle carrozze del Digimon. Rika e Renamon presto lo raggiungono a bordo, ma Rika viene presto posseduta da Parasimon ed attacca Takato. Guilmon, finalmente riuscito a raggiungere Locomon, aiuta a liberare Rika dal controllo di Parasimon e Takato biodigievolve con lui per diventare Gallantmon e salvare Rika da un altro Parasimon. Il gruppo viene a sapere che la destinazione di Locomon è un portale per Digiworld che permetterà un'invasione di Parasimon, così Gallantmon, MegaGargomon, Sakuyamon e gli altri Domatori si impegnano tutti insieme per sconfiggere l'orda di Parasimon. Quando la battaglia diventa troppo impegnativa, la determinazione di Takato ad ottenere la vittoria causa il Cambio di Assetto di Gallantmon in Gallantmon Crimson Mode, che poi distrugge tutti i Parasimon grazie al suo attacco Spada Supersonica. Dopo la battaglia, Takato partecipa alla festa di compleanno di Rika e, quando la ragazza se ne va, decide di seguirla, ma Renamon lo ferma per permettere alla ragazza di restare da sola con i suoi pensieri.

## Videogiochi
- Il Guilmon di Takato è un personaggio giocabile in Digimon Rumble Arena, Digimon Rumble Arena 2, Digimon Battle Spirit, e Digimon Tamers: Battle Spirit Ver. 1.5. Takato viene mostrato sullo schermo quando Guilmon viene scelto.
- Takato è uno dei personaggi giocabili dei capitoli iniziale e finale di Digimon Tamers: Digimon Medley. Mentre sono alla ricerca di Calumon, lui, Henry e Rika vengono catturati da Impmon ed incatenati a delle croci. Dopo aver assistito agli eventi di Digimon Adventure e di Digimon Adventure 02, i tre si liberano dalle catene, ma devono combattere Baihumon per salvare Impmon.
- Takato è il primo dei Digiprescelti e dei Domatori che Ryō Akiyama salva durante il corso di Digimon Tamers: Brave Tamer. Dopo essere stato salvato da Impmon, Takato dà Guilmon ed il suo D-Arc in prestito a Ryo per aiutarlo nel suo viaggio. Takato è il solo protagonista che Ryo deve salvare obbligatoriamente; nelle missioni successive, Ryo può scegliere quanti e quali Digiprescelti salvare.

## Character song
Takato ha due image song personali. "Across the Tears" ("Attraverso le lacrime") è il suo assolo nel CD "Best Tamers 1"; "Kiseki no Takaramono" ("Tesoro dei miracoli") è il suo assolo nel "Digimon 10th Anniversary". In "Best Tamers 1", Takato duetta con Guilmon in "Futari de La La La" ("Noi due, la la la"). Takato canta inoltre due canzoni con Henry e Rika, "3 Primary Colors" ("3 colori primari") e "Santamon o Sagase!!" ("Alla ricerca di Santamon!!"), ed un'altra nell'interpretazione dei personaggi maschili di "The Biggest Dreamer" (la versione giapponese della sigla iniziale di Tamers) presente nel CD memorial "WE LOVE DIGIMON MUSIC" ("AMIAMO LA MUSICA DI DIGIMON").

## Accoglienza
Justin Carter di Twinfinite ha classificato Takato come il terzo miglior Digiprescelto.